# Hæen
Hæen is een plaats in de Noorse gemeente Hå, provincie Rogaland. Hæen telt 267 inwoners (2007) en heeft een oppervlakte van 0,26 km².